# Tapputi-Belet-ekalle
Tappūtī-Bēlet-ekalle (« Assistante de la Dame du palais », sans doute un titre) est une parfumeuse (muraqqītu) de la cour d'Assyrie dans la seconde moitié du XIIIe siècle av. J.-C.
Elle est mentionnée dans une tablette fragmentaire (KAR 220) contenant une liste d'ingrédients pour la confection d'huile parfumée, interprétée comme un texte de recette de parfums dont elle est l'auteur, qui ferait partie d'une bibliothèque mise au jour dans le temple d'Assur à Assur. Elle est sans doute au service du roi Tukulti-Ninurta Ier (1245-1208 av. J.-C.). Quatre autres textes de recettes de parfums proviennent du même fonds de documents, un autre étant l’œuvre d'une autre parfumeuse, dont le nom n'est cependant pas préservé de façon complète sur la tablette,.
La documentation de la même période fait en effet apparaître d'autres femmes parfumeuses à la cour assyrienne. Des parfumeuses apparaissent également dans d'autres périodes de l'histoire mésopotamienne, une dans un texte de Mari daté du XVIIIe siècle av. J.-C., d'autres aux phases plus récentes de l'histoire assyrienne et babylonienne.
Certains ouvrages l'ont présentée comme l'une premières femmes chimistes dont le nom soit connu dans l'histoire. 